# Geogarypus flavus
Espèce
Geogarypus flavus est une espèce de pseudoscorpions de la famille des Geogarypidae.

## Distribution
Cette espèce est endémique d'Afrique du Sud. Elle se rencontre au Cap-Occidental, au Cap-Oriental et au KwaZulu-Natal.

## Description
Le mâle décrit par Neethling et Haddad en 2017 mesure 2,74 mm et la femelle 2,97 mm.

## Systématique et taxinomie
Cette espèce a été décrite par Beier en 1947. Elle est placée en synonymie avec Geogarypus olivaceus par Beier en 1964 puis relevée de sa synonymie par Neethling et Haddad en 2017.

## Publication originale
- Beier, 1947 : Zur Kenntnis der Pseudoscorpionidenfauna des südlichen Afrika, insbesondere der südwest- und südafrikanischen Trockengebiete. Eos, Madrid, vol. 23, p. 285-339 (texte intégral).